# Psychotria muelleriana
Psychotria muelleriana är en måreväxtart som beskrevs av Heinrich Wawra. Psychotria muelleriana ingår i släktet Psychotria och familjen måreväxter. Inga underarter finns listade i Catalogue of Life.